# Europese PGA Tour 1976
De Europese PGA Tour 1976 was het vijfde seizoen van de Europese PGA Tour en werd georganiseerd door de Britse Professional Golfers' Association. Het seizoen bestond uit 22 toernooien.
Dit seizoen stond er drie nieuwe toernooien op de kalender: het Greater Manchester Open, het Uniroyal International Championship en de Trophée Lancôme.

## Kalender
| Data  | Data  | Toernooi                             | Baan                             | Land                     | Winnaar            | Score | Score | Info           |
| ----- | ----- | ------------------------------------ | -------------------------------- | ------------------------ | ------------------ | ----- | ----- | -------------- |
| 14-04 | 17-04 | Portuguese Open                      | Quinta do Lago                   | Portugal                 | Salvador Balbuena  | 283   | -5    |                |
| 21-04 | 24-04 | Spanish Open                         | La Manga Club                    | Spanje                   | Eddie Polland      | 282   | -6    |                |
| 28-04 | 01-05 | Madrid Open                          | Real Club de la Puerta de Hierro | Spanje                   | Fransisco Abreu    | 275   | -13   |                |
| 06-05 | 09-05 | French Open                          | Golf du Touquet                  | Frankrijk                | Vincent Tshabalala | 272   | -16   |                |
| 12-05 | 15-05 | Piccadilly Medal                     | Finham Park Golf Club            | Engeland                 | Sam Torrance       | 277   | ?     |                |
| 28-05 | 31-05 | Penfold PGA Championship             | Royal St George's Golf Club      | Engeland                 | Neil Coles         | 280   | par   |                |
| 04-06 | 07-06 | Kerrygold International Classic      | Waterville Golf Links            | Ierland                  | Tony Jacklin       | 290   | +2    |                |
| 09-06 | 12-06 | Martini International                | Ashburnham Golf Club             | Wales                    | Sam Torrance       | 280   | par   |                |
| 17-06 | 20-06 | Greater Manchester Open              | Wilmslow Golf Club               | Engeland                 | John O'Leary       | 276   | -4    | Nieuw toernooi |
| 23-06 | 26-06 | Uniroyal International Championship  | Moor Park Golf Club              | Engeland                 | Tommy Horton       | 277   | -11   | Nieuw toernooi |
| 07-07 | 10-07 | The Open Championship                | Royal Birkdale Golf Club         | Schotland                | Johnny Miller      | 279   | -9    |                |
| 15-07 | 18-07 | Scandinavian Enterprise Open         | Drottningholms GK                | Zweden                   | Hugh Baiocchi      | 271   | -17   |                |
| 22-07 | 25-07 | Swiss Open                           | Golf Club Crans-sur-Sierre       | Zwitserland              | Manuel Piñero      | 274   | -6    |                |
| 05-08 | 08-08 | Dutch Open                           | Kennemer Golf & Country Club     | Nederland                | Seve Ballesteros   | 275   | -13   |                |
| 12-08 | 15-08 | German Open                          | Golfclub Frankfurt               | Bondsrepubliek Duitsland | Simon Hobday       | 266   | -18   |                |
| 17-08 | 18-09 | Double Diamond Strokeplay            | Gleneagles                       | Schotland                | Simon Owen         | 132   | -8    |                |
| 26-08 | 29-08 | Carroll's Irish Open                 | Potmarnock Golf Club             | Ierland                  | Ben Crenshaw       | 284   | -4    |                |
| 02-09 | 05-09 | Sun Alliance Match Play Championship | Kings Norton Golf Club           | Engeland                 | Brian Barnes       | -     |       |                |
| 22-09 | 25-09 | Benson & Hedges Festival             | Fulford Golf Club                | Engeland                 | Graham Marsh       | 272   | -12   |                |
| 29-09 | 02-10 | Dunlop Masters                       | The Wentworth Club               | Engeland                 | Baldovino Dassù    | 271   | -13   |                |
| 14-10 | 17-10 | Trophée Lancôme                      | Golf de Saint-Nom-la-Bretèche    | Frankrijk                | Seve Ballesteros   | 283   | -5    | Nieuw toernooi |
| 16-10 | 19-10 | Italian Open                         | Golf Club Monticello             | Italië                   | Baldovino Dassù    | 280   | -8    |                |

## Order of Merit
De Order of Merit wordt gebaseerd op basis van een puntenstelsel en niet op basis van het verdiende geld.
| Rang | Speler           | Land        | Prijzengeld (£) |
| ---- | ---------------- | ----------- | --------------- |
| 1    | Seve Ballesteros | Spanje      | 39.504          |
| 2    | Eamonn Darcy     | Ierland     | 25.027          |
| 3    | Sam Torrance     | Australië   | 20.917          |
| 4    | Manuel Piñero    | Spanje      | 19.946          |
| 5    | Tommy Horton     | Engeland    | 22.781          |
| 6    | Neil Coles       | Engeland    | 20.543          |
| 7    | Martin Foster    | Engeland    | 17.436          |
| 8    | Brian Barnes     | Schotland   | 23.350          |
| 9    | Baldovino Dassu  | Italië      | 13.405          |
| 10   | Simon Hobday     | Zuid-Afrika | 15.196          |